# Valkiaisjärvi (sjö i Tyrnävä, Norra Österbotten, Finland)
Valkiaisjärvi eller Valkiajärvi är en sjö i Finland. Den ligger i kommunen Tyrnävä i landskapet Norra Österbotten, i den centrala delen av landet, 500 km norr om huvudstaden Helsingfors. Valkiajärvi ligger 105,4 meter över havet. Arean är 45,8 hektar och strandlinjen är 3,59 kilometer lång. Sjön  ingår i Temmesjokis huvudavrinningsområde.   I omgivningarna runt Valkiaisjärvi växer i huvudsak blandskog.